# Faronta
Faronta is een geslacht van vlinders uit de familie van de uilen (Noctuidae). De wetenschappelijke naam werd voor het eerst geldig gepubliceerd in 1908 door John B. Smith.
Smith beschreef tevens de eerste soort, Faronta aleada uit Texas.
Deze nachtvlinders komen hoofdzakelijk voor in het Nearctisch en Neotropisch gebied.
De kenmerken van dit geslacht kwamen sterk overeen met die van het geslacht Dargida. In 2005 hebben Rodríguez en Angulo Faronta, samen met Strigania, aangeduid als een synoniem van Dargida; dit na vergelijking van de typesoort van de drie geslachten. De naam Dargida uit 1856 had hierbij prioriteit boven Faronta (1908) en Strigania (1905). Dit resulteerde in de nieuwe combinaties Dargida amoena, Dargida aleada, Dargida diffusa, Dargida disticta, Dargida exoul en Dargida napali.

## Soorten
De volgende soorten werden tot het geslacht gerekend:
- Faronta albilinea (Hübner, 1827)
- Faronta aleada Smith, 1908
- Faronta amoena (Draudt, 1924)
- Faronta atrifera (Hampson, 1905)
- Faronta chilensis (Butler, 1882)
- Faronta confundibilis Köhler, 1973
- Faronta diffusa (Walker, 1856)
- Faronta disticta (Druce, 1908)
- Faronta exoul (Walker, 1856)
- Faronta multistria (Köhler, 1947)
- Faronta napali (Köhler, 1959)
- Faronta quadrannulata (Morrison, 1875)
- Faronta rubripennis (Grote & Robinson, 1870)
- Faronta stolata (Smith, 1894)
- Faronta suffusa (Schaus, 1894)
- Faronta terrapictalis Buckett, 1967
- Faronta tetera (Smith, 1902)